# Santa Maria Capua Vetere
Santa Maria Capua Vetere to miejscowość i gmina we Włoszech, w regionie Kampania, w prowincji Caserta.
Według danych na rok 2004 gminę zamieszkuje 30 140 osób, 2009,3 os./km².

## Miasta partnerskie
- Murcja